# 聖克萊門特 (智利)

35°33′S 71°29′W / 35.550°S 71.483°W
聖克萊門特（西班牙語：San Clemente），是智利的城市，位於該國中部馬烏萊大區的塔爾卡省，始建於1891年12月22日，面積4,503.5平方公里，海拔高度200米，2012年人口39,538人，人口密度每平方公里8.8人。